# Fritz Imhoff

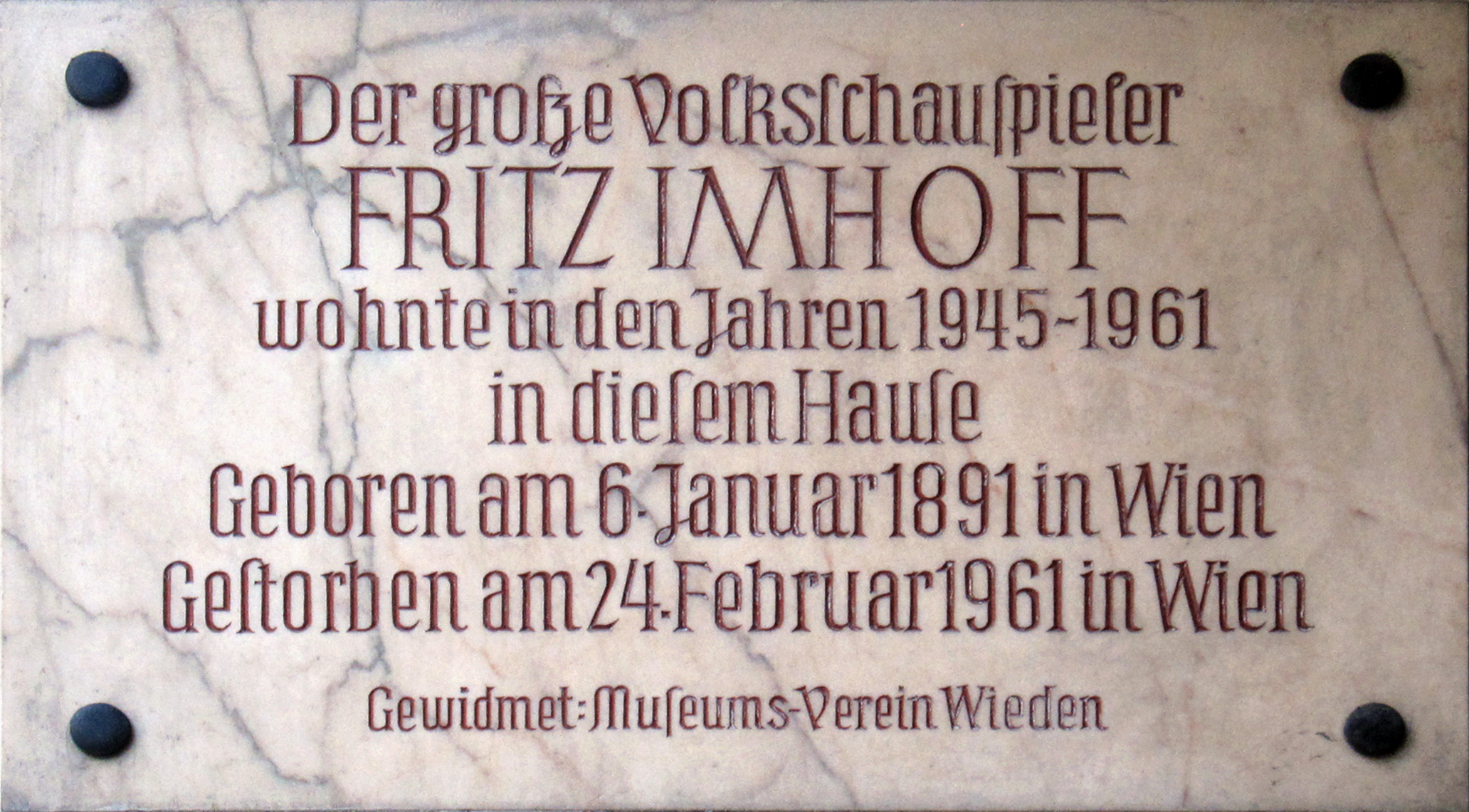
Uma placa comemorativa do Habig-Hof, em Wieden

Fritz Imhoff (Friedrich Arnold Heinrich Jeschke; Viena, 6 de janeiro de 1891 – Viena, 24 de fevereiro de 1961) foi um ator austríaco da era do cinema mudo.

## Filmografia selecionada
- 1921: Der Klub der Dicken
- 1921: Villa Daheim!
- 1933: Die Tochter des Regiments
- 1934: Frühjahrsparade
- 1934: Maskerade
- 1957: Das Schloß in Tirol
- 1958: Wenn die Bombe platzt
- 1958: Liebe, Mädchen und Soldaten
- 1959: Gitarren klingen leise durch die Nacht
- 1959: Auf allen Straßen
- 1960: Der brave Soldat Schwejk